# I Wonder If Heaven Got a Ghetto
«I Wonder If Heaven Got a Ghetto» es el primer sencillo póstumo del álbum R U Still Down? (Remember Me) del rapero 2Pac. Años antes fue lanzado como cara-B del sencillo "Keep Ya Head Up". 
Fueron incluidas dos versiones de la canción en R U Still Down? (Remember Me). Una es la versión remix, mientras que la otra es un "hip-hop remix" que fue grabado mientras estaba en Death Row. Ambas son diferentes a la versión original del sencillo de "Keep Ya Head Up". El título de la canción proviene de un tema del rapero de la costa Oeste Spice 1, llamado "Welcome to the Ghetto", de 1992.
Algunas partes de la letra fueron reutilizadas y remezcladas más tarde para el sencillo "Changes" del álbum Greatest Hits de 1998.
El rapero Nas sampleó una parte de "I Wonder If Heaven Got A Ghetto" en su canción "Black President" de 2008. La línea "And though it seems heaven sent/We ain't ready to have a black president" se utiliza repetidamente en el estribillo.

## Video musical
En el video musical, la perspectiva de la cámara está en primera persona de Tupac. Al comienzo del video, se le ve llegar a un convento de monjas en la ficticia ciudad de Rukahs, en Nuevo México. ('Rukahs' escrito al revés es 'Shakur'.) La matrícula del coche del anciano en el que Tupac monta es "61671", haciendo referencia a la fecha de nacimiento del rapero, 16 de junio de 1971. La habitación a la que entra con una chica es la número 7. El reloj en el fondo al final del video marca la hora 4:03, la misma del fallecimiento de Tupac. 
En los primeros cinco segundos del video se escucha desde el helicóptero: "...el rapero Tupac Shakur ha sido disparado en repetidas ocasiones".
El video también muestra notables figuras. Se ve subir al autobús a Teresa de Calcuta, en el que están Jimi Hendrix, Martin Luther King Jr., un miembro del Partido Pantera Negra, y Elvis Presley. En el bar, Ray Charles está tocando el piano, y Snoop Dogg saluda a la chica que Tupac lleva a la habitación.

## Lista de canciones
1. «I Wonder If Heaven Got a Ghetto» (Soulpower Hip Hop Radio Mix) (4:15)
2. «I Wonder If Heaven Got a Ghetto» (Instrumental) (4:15)
3. «I Wonder If Heaven Got a Ghetto» (Soulpower Album Mix) (4:20)
4. «When I Get Free» (Álbum Versión) (4:46)

## Posiciones
| Lista (1997-1998)           | Posición máxima |
| --------------------------- | --------------- |
| Australia                   | 70              |
| Nueva Zelanda               | 11              |
| Billboard Hot 100           | 67              |
| Billboard R&B/Hip-Hop Songs | 14              |
| Billboard Rap Songs         | 18              |
| Reino Unido                 | 21              |